# Boni (músico)
Francisco Javier Hernández Larrea (Pamplona, 5 de enero de 1963-Ib., 8 de enero de 2021), más conocido como Boni, fue un músico español, reconocido principalmente por haber sido guitarrista, cantante y miembro fundador de la banda de rock Barricada.

## Biografía
Boni nació en Pamplona en 1963. Tercero de cinco hermanos, su infancia transcurrió en el barrio del Ensanche de la capital navarra. Sería precisamente en la calle Aralar del mismo barrio, donde se encontraba la vivienda familiar, el lugar en el que daría su primer concierto, con una banda que había formado junto a dos amigos de su infancia.
Después de su paso por Némesis, el primer grupo del que formó parte, en 1982, con diecinueve años, fundó la banda de rock Barricada junto a Enrique Villarreal -más conocido como El Drogas- y al baterista José Landa. Había sido precisamente un concierto con su antiguo grupo el detonante para la incorporación de Boni al proyecto musical que tenía en mente el Drogas, al cual llamó la atención el guitarrista de aquella banda cuando los descubrió ese mismo día tocando en el barrio pamplonés de la Chantrea. Semanas después, la suerte de coincidir con Boni en un viaje en autobús le sirvió al Drogas para convencerlo de unirse a la idea que planeaba sobre Barricada, una vez que habían disuelto Némesis.
Dio su primer concierto con la banda el 18 de abril de 1982 en la plaza de Chantrea de su ciudad natal y un año después grabó el disco Noche de rock&roll. Continuó al frente de la banda compartiendo la voz con Villarreal y tocando la guitarra hasta la salida del mencionado músico en 2011. Dotado de una voz rasgada y peculiar, también publicó tres álbumes en calidad de solista: Peligroso animal de compañía (1992), Incandescente (2015) y Réquiem por el mundo (2018).

### Enfermedad y fallecimiento
El 31 de mayo de 2018 el músico anunció que padecía cáncer de laringe. Un mes después se sometió a una cirugía en la que se le extirpó la totalidad del tumor, pero su voz se vio afectada y tuvo que retirarse de los escenarios. Esto lo llevó a distanciarse de los medios y a mantener un perfil bajo ante la prensa.
Boni falleció el 8 de enero de 2021 en Pamplona a los cincuenta y ocho años. Fue incinerado al día siguiente en el Cementerio de Pamplona.

## Discografía

### Solista
- 1992 - Peligroso animal de compañía
- 2015 - Incandescente
- 2018 - Réquiem por el mundo